# 1047 Geisha
För andra betydelser, se Geisha (olika betydelser).
1047 Geisha är en asteroid i huvudbältet som upptäcktes den 17 november 1924 av den tyske astronomen Karl Wilhelm Reinmuth. Dess preliminära beteckning var 1924 TE. Asteroiden namngavs senare efter den japanska geishan.
Den tillhör asteroidgruppen Flora.
Geishas nästa periheliepassage sker den 27 december 2021. Asteroidens rotationstid har beräknats till 25,62 timmar.